# 2+1
«2+1» (фр. Demain tout commence) — французький кінофільм режисера Г'юго Желена. У головних ролях знялися Омар Сі та Клеманс Поезі. Прем'єра відбулася 4 листопада  2016 р. у Франції, в Україні — 8 грудня 2016 року. Римейк мексиканського фільму 2013 р. "Інструкції не додаються".

## Сюжет
Життя Самуеля (Омар Сі) було легке, безтурботне і сповнене швидкоплинними захопленнями. Але все змінилося в ту мить, коли одна з його численних колишніх підкинула йому немовля. Головний герой вирішує, що така проблема йому явно не по зубах, і вирушає на пошуки матері дитини Глорії. Все це обернеться низкою подій, які назавжди змінять життя Самуеля.
Безуспішні пошуки в іншій країні (у Великій Британії) призводять до того, що життя Сема кардинально змінюється (Сем стає каскадером), а дочка Глорія стає його сенсом. І все йде добре, поки через 8 років Глорія не сказала, що понад усе хоче побачити свою маму…
Сутність фільму укладений в перших і останніх сценах. Починається все з того, що батько головного героя вчить сина не боятися за допомогою досить-таки радикальних методів. Але життя навчило Сема іншому — потрібно дарувати щастя своїм близьким.
Режисер Г'юго Желен, попри свій відносно короткий творчий шлях, вже зарекомендував себе як майстер французької комедії. Його фільми «Як брати» і «Золота клітка» (в цьому фільмі Желен виступив тільки як сценарист) подарували своїм глядачам чимало радісних хвилин, але було в них і щось пронизливо сумне. У фільмі «2 + 1» режисер не зраджує собі, даруючи нам химерну суміш смішних і трагічних моментів, які переплітаються в дивовижному візерунку цієї кінострічки.

## В ролях
- Омар Сі — Самуель
- Клеманс Поезі — Крістін
- Антуан Бертран — Берні
- Ешлі Волтерс — Ловелл
- Глорія Колстон — Глорія
- Клементин Селар'є — Саманта
- Анна Коттіс — Місс Апплетон
- Ральф фон Блюменталь — Том
- Бен Хоумвуд — Помічник директора

## Саундтрек
1. James Brown — «People Get Up and Drive Your Funky Soul»
2. Duck Sauce — «James Brown»
3. Alex Ebert — «Truth»
4. The Capitols — «Zig Zaggin'»
5. Arthur Lee — «Everybody's Gotta Live»

## Маркетинг
Трейлер з'явився в мережі 17 жовтня 2016 року.